# Рефлекторное кольцо

Простейшая схема рефлекторного кольца

Рефлекторное кольцо — совокупность структур нервной системы, участвующих в осуществлении рефлекса и обратной передаче информации о характере и силе рефлекторного действия в центральную нервную систему. При условии нахождения источника инициирования двигательного акта именно в ЦНС. В их случаях все совершенно иначе.

## История

А. Ф. Самойлов — автор термина «рефлекторное кольцо»

Рефлекторная дуга, описанная Рене Декартом — жесткое, постоянное взаимодействие её элементов. В 1860-х И. М. Сеченов и И. Ф. Цион открыли понятие обратной связи (санкционирующая афферентации). Как впоследствии было установлено И. П. Павловым, связь в рефлекторной дуге временная (условная), что сыграло большую роль в её дальнейшем изучении. Его ученик, А. Ф. Самойлов, исследуя круговые процессы возбуждения в статье «Кольцевой ритм возбуждения» в 1930 впервые применил термин «рефлекторное кольцо» применительно к физиологическим процессам. Так же А.Ф. Самойлов применил понятие "рефлекторный круг".
Другим аспектом истории развития концепции рефлекторного кольца можно назвать исследования К. Бернара, который предполагал, что организм является саморегулируемой системой, и изучал механизмы его управления при взаимодействии со средой. Одним из первых основой такой регуляции считал рефлекторную деятельность ЦНС, а именно — спинного мозга, Э. Ф. В. Пфлюгер, а головного мозга — К. Бернар, И. М. Сеченов и Э. Г. Вебер.

## Схема строения

Схема рефлекторного кольца в концепции Н. А. Бернштейна

Рефлекторное кольцо включает в себя:
- рефлекторную дугу;
- обратную афферентацию от эффекторного органа в центральную нервную систему[5].

Принципиальным отличием рефлекторного кольца от дуги является как раз наличие обратной афферентации, то есть обратной связи между эффектором и нервным центром. Информация об исполненном эффектором действии сравнивается с запрограммированной в акцепторе результата действия — нервном центре. Если рефлекторное кольцо достигает цели и исполненное действие совпадает с закодированной моделью, эта временная функциональная система распадается. Это совпадает с учением А. А. Ухтомского о доминанте, как временном соединении нервных центров для определённого достижения. Поэтому рефлекторное кольцо действует не по принципу стимул—реакция, как рефлекторная дуга, а по принципу кольцевого взаимодействия среды и организма.
Стоит обратить особое внимание на тот факт, что ещё в 1907 году психологом Н. А. Васильевым, из города Казани, были опубликованы лекции по психологии, на которые ссылается А. Р. Лурия. В этих лекциях, под названием «второго закона мозговой деятельности» были указаны в явном виде все те принципы, которые А. А. Ухтомский перевёл в понятие доминанта без ссылок на Н. А. Васильева.
Стоит отметить, что при исполнении некоторых простейших рефлексов кольцо не нужно и они происходят на уровне дуги (болевые и оборонительные).
Особо отметим, что существует иное мнение по поводу замыканий рефлекторного кольца. Если внешнее воздействие приводит к появлению отражательных действий, то в этом случае действительно можно говорить о такой схеме, которая приведена выше.
В жизни любого живого организма нельзя разделить внешнюю среду и сам организм. Это исследовал в своё время И. М. Сеченов. Организм без внешней среды просто не существует. Поэтому совершенно чётко указать на начало и окончание рефлекторного кольца просто нельзя. Это есть именно кольцо — без начала и без конца. Оно возникает при зарождении организма и разрушается при наличии болезней и иных нарушениях нормального течения жизни.

## Кибернетика
Принцип рефлекторного кольца применим в кибернетике. Если И. П. Павлов сравнивал рефлекторную дугу с телефонной станцией, рефлекторное кольцо можно сравнить с ЭВМ. Впервые исследовать рефлекторное кольцо с этой точки зрения начал Н. Винер. В СССР в этой области работал Л. М. Веккер.